# Vårttrana
Vårttrana (Grus  carunculata) är en hotad afrikansk fågel i familjen tranor inom ordningen tran- och rallfåglar.

## Utseende och läte
Vårtranan är en mycket stor trana med en kroppslängd på hela 175 centimeter. Hals och bröst är vita, vingarna och rygg ljusgrå, och  undersida och stjärt kolsvarta. Armpennorna är förlängda så att de nästan når ner till marken på en stående fågel, vilket ger den ett intryck av att ha en lång stjärt.

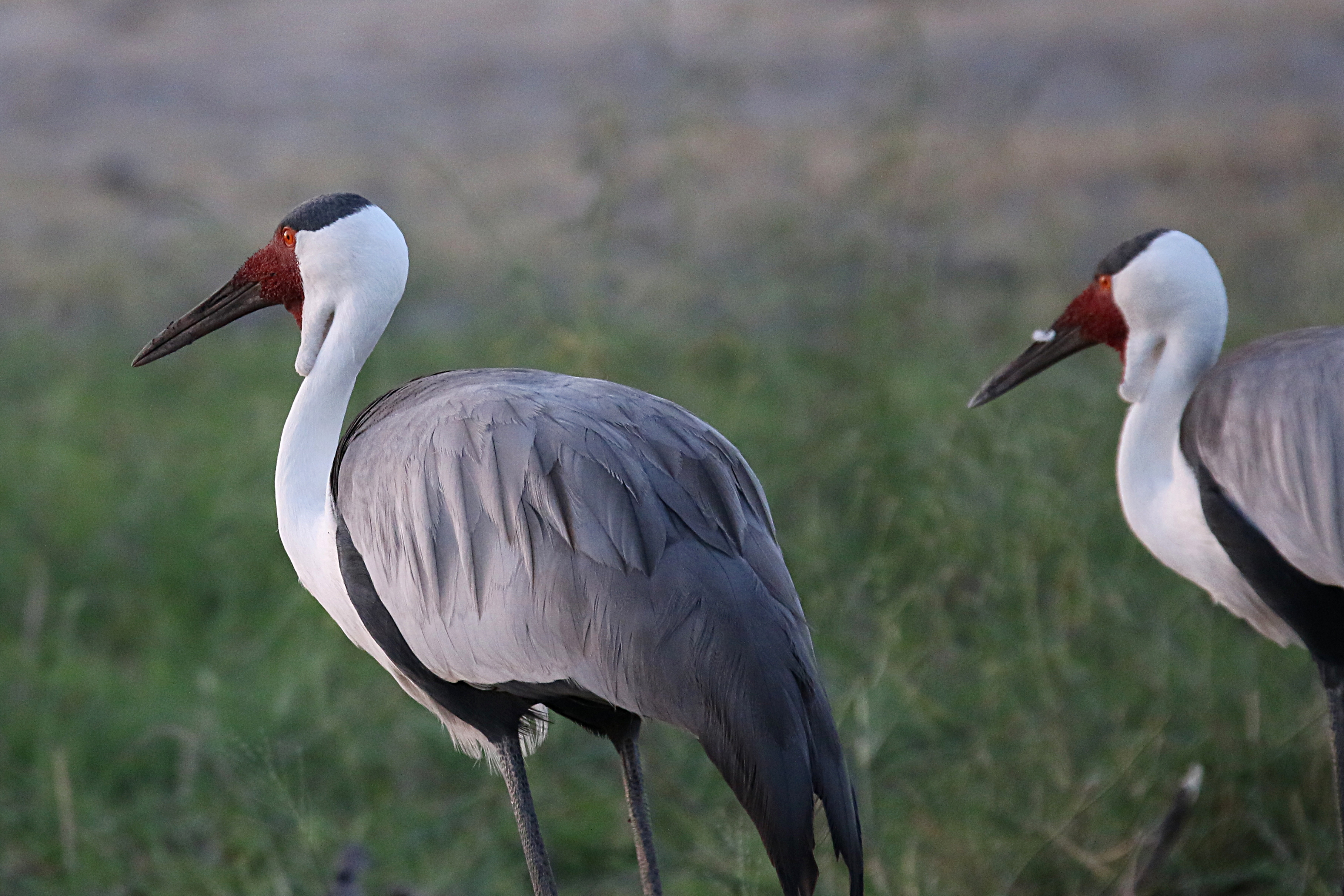
Vårttrana i Namibia.

Distinkt är också en röd fläck i ansiktet som sträcker sig utmed framsidan av två stora flikar täckta i vita fjädrar. Den har vidare en grå hätta.

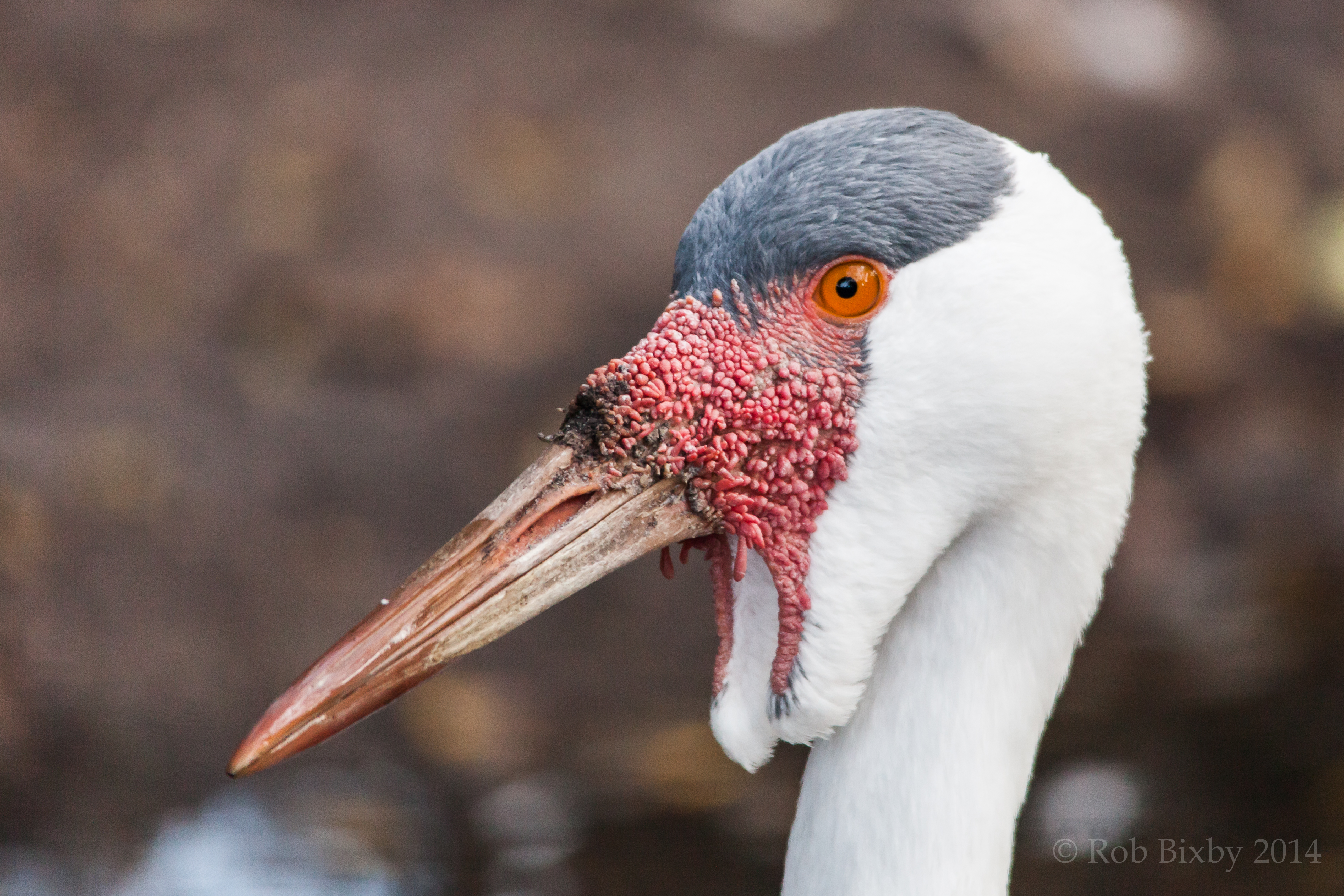
Närbild på en vårttranas huvud på Jacksonville Zoo i Florida, USA.

Vårttranan är vanligtvis tystlåten, men har ett vitt ljudande trumpetande läte som i engelsk litteratur återges "kwaarnk".

## Utbredning och systematik
Fågeln återfinns fläckvis i nordöstra och södra Afrika, där den lättast ses i Etiopiens högländer, Okavangodeltat i Botswana, centrala delar av KwaZulu-Natal i Sydafrika, samt i områdena Kafue Flats, Liuwa Plains och Bengweuluträsket i Zambia.
Traditionellt placeras den som ensam art i släktet Bugeranus, men genetiska studier visar att vårttrana är inbäddad i Grus. Läs mer om systematiken i familjen i artikeln tranor.

## Ekologi
Vårttranan förekommer i gräsmarker med en kärna av sävdominerade våtmarker. Den livnär sig av rötter av vattenlevande växter, men snäckor, fisk och grodor. Den föredrar att häcka i grunda våtmarker som kantas av torrare platta eller sluttande gräsmarker, ofta över 2.000 meter över havet.
Boet är en stor hög av vass och säv, cirka en meter i diameter, oftast med en liten vallgrav med vatten runt. Den lägger ett till två ägg, men bara en unge tas om hand. Om äggen eller ungen går förlorade försöker paret häcka igen. Ägget eller äggen ruvas i 33-36 dagar.
Ungen lämnar boet direkt efter kläckning. Den är flygg efter 135 dagar men följer sina föräldrar under första året. Vid cirka sju års ålder blir den könsmogen. Arten är monogam och trogen sin partner hela livet. Efter häckningstid ses den i flockar om tio till 50 individer, i Okavangodeltat upp till 1.000 individer.

## Status
Internationella naturvårdsunionen IUCN kategoriserar arten som sårbar baserat på en liten världspopulation på endast 6.000-6.300 individer som historiskt sett har minskat kraftigt. Data kring dess nuvarande trend är dock både bristfällig och motsägande.
Arten hotas i första hand i förstörelse och försämring av dess levnadsmiljö till följd av bland annat jordbrukets expandering, dammbyggen, gruvdrift och invasiva växtarter som Mimosa pigra. Andra hot är störningar vid boet, anlagda gräsbränder, förgiftning, kollision med kraftledningar, förföljelse, jakt och olaglig handel med både adulta fåglar, ungar och ägg.